# عصا الحفر

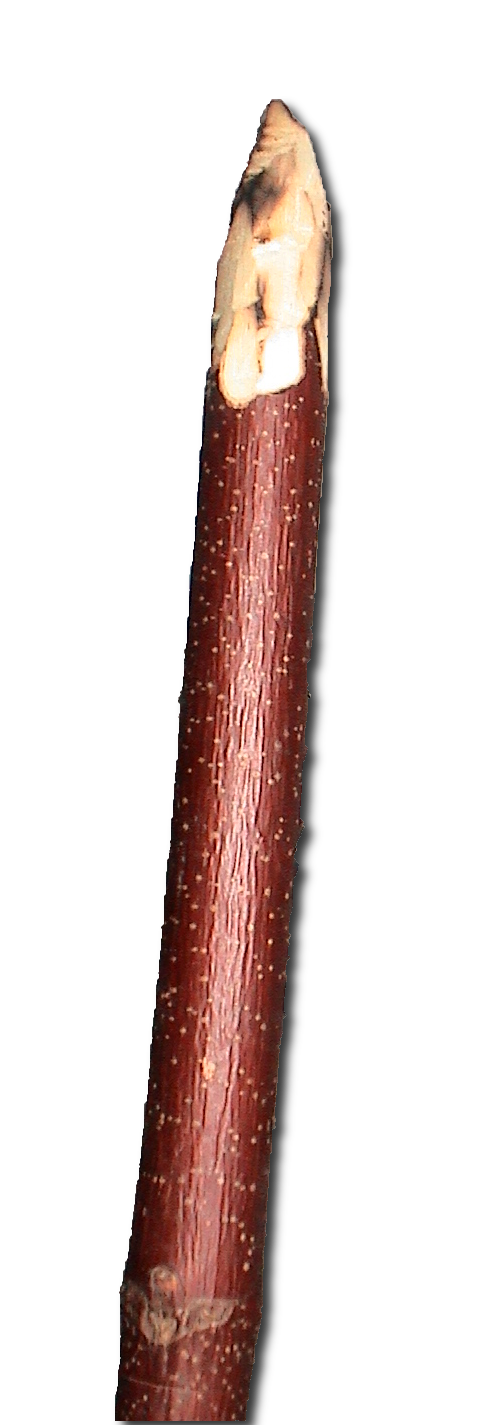
عصا الحفر

عصا الحفر هي آلة كانت تُستخدم في ما قبل التاريخ في العصور الحجرية القديمة كما وُرد في علم الآثار، وهي أداة خشبية كانت تُستخدم من أجل البحث عن الأطعمة والجذور تحت التربة، وكذلك كانت تُستخدم في في الحرث وفي الصيد والبحث عن الحيوانات والكائنات والحشرات التي تلجأ للاختباء تحت التربة، وبالعادة يكون تكوينها صلباً للغاية، ويكون طرفها السُفلي حاداً.